# Игнатьев, Артём
Артём Игнатьев (11 сентября 1982, Череповец — 22 июля 2019, там же) — российский боксёр-любитель. Мастер спорта России международного класса, призёр чемпионата России (2002), серебряный призёр чемпионата мира среди юниоров (2000).

## Биография
Родился 11 сентября 1982 года в Череповце. Учился в средней школе № 25 (окончил в 1997 году). После школы окончил технический лицей № 34.
Тренер — Р. А. Афонин (Дворец бокса «Олимп»).
Скончался на 37-м году жизни 22 июля 2019 года в Череповце от инсульта.

## Любительская карьера
В мае 2000 года стал чемпионом России среди юниоров в весовой категории до 51 кг.
В ноябре 2000 года стал серебряным призёром чемпионата мира среди юниоров в весовой категории до 51 кг. За это достижение ему было присвоено звание Мастера спорта России международного класса.

### Чемпионат России 2002
Выступал в легчайшем весе (до 54 кг). Стал бронзовым призёром турнира.

## Боксёрские титулы

### Любительские
- 2000  Чемпион России среди юниоров в весовой категории до 51 кг.
- 2000  Серебряный призёр чемпионата мира среди юниоров в весовой категории до 51 кг.
- 2002  Бронзовый призёр чемпионата России в легчайшем весе (до 54 кг).